# 休倫敦 (密歇根州)
休倫敦（英語：Hurontown）是位於美國密歇根州霍頓縣波蒂奇特設鎮區的一個普查規定居民點。

## 人口
根據2020年美國人口普查的數據，休倫敦的面積為0.40平方千米，當中陸地面積為0.40平方千米，而水域面積為0.00平方千米。當地共有人口244人，而人口密度為每平方千米610人。